# Петтной-ам-Арльберг
Петтной-ам-Арльберг (нім. Pettneu am Arlberg) — громада округу Ландек у землі Тіроль, Австрія.
Петтной-ам-Арльберг лежить на висоті 1222 м над рівнем моря і займає площу 56,8 км². Громада налічує 1459 мешканців.
Густота населення 26/км².
|                                              |
| Петтной-ам-Арльберг на мапі округу та землі. |

 Адреса управління громади: Hnr. 152, 6574 Pettneu am Arlberg.